# Tassette
Tassette ist eine Gemeinde (commune) im Département Thiès der Region Thiès, gelegen im zentralen Westen Senegals. Sie besteht aus dem namensgebenden Hauptort (chef-lieu) sowie weiteren Dörfern (villages) und Weilern (hameaux).

## Geographische Lage
Tassette liegt im Erdnussbecken Senegals, 21 Kilometer südlich der Regional- und Départementspräfektur Thiès und 62 Kilometer östlich von Dakar. Das Gemeindegebiet hat eine Fläche von 268,70 km². Benachbarte Kommunen sind im Uhrzeigersinn Sindia im Südwesten, Notto im Norden, Ngoudiane im Nordosten und im Südosten Ndiaganiao.

## Geschichte
Das Dorf Tassette war seit 1972 Hauptort einer Landgemeinde (communauté rurale). Im Jahr 2014 erhielt Tassette, wie in Senegal alle communautés rurales, den landesweit einheitlichen Status einer Gemeinde (commune).

## Bevölkerung
Die letzten Volkszählungen ergaben jeweils folgende Einwohnerzahlen:
| Jahr | Einwohner |
| ---- | --------- |
| 2002 | 21.812    |
| 2013 | 20.267    |
| 2023 | 26.894    |

## Verkehr
Der Hauptort Tassette liegt auf halbem Weg zwischen den Großstädten Thiès im Norden und Mbour im Süden und wird nicht vom Fernstraßennetz Senegals erschlossen. Von Thiès her führt eine asphaltierte Piste über Notto durch den Hauptort. Am südlichen Ortsrand endet das Asphaltband und geht in eine geschotterte Piste über, die zur Stadt Nguékhokh weiterführt und dort in die N 1 mündet.